# Antônio Ribeiro de Macedo
Antônio Ribeiro de Macedo (Porto de Cima, Morretes, 15 de fevereiro de 1842 - Antonina, 23 de setembro de 1931) foi um militar, industrial, comerciante, ervateiro e político brasileiro filiado ao Partido Conservador.

## Biografia
Nasceu na localidade de Porto de Cima e era filho de Manoel Ribeiro de Macedo e de Francisca de Paula Pereira de Macedo. Era irmão do comendador José Ribeiro de Macedo. Casou-se com Sylvia Loyola de Macedo em julho de 1868.
Foi sargento ajudante, amanuense do Comando Superior da Guarda Nacional em 1865, por ocasião da Guerra do Paraguai (mas não vai para a batalha). Foi suplente de delegado de polícia, vereador e presidente da Câmara Municipal de Porto de Cima de 1869 a 1872. Foi suplente de juiz municipal em 1870. Foi juiz de paz de 1873 1876.
Foi eleito deputado provincial atuando de 1876 1877. Foi delegado de polícia em Campo Largo em 1884. Foi inspetor paroquial em Campo Largo em 1885. Foi chefe de superintendência do ensino obrigatório em 1885. Foi inspetor escolar de Paranaguá em 1890. Foi provedor da Santa Casa de Misericórdia de Paranaguá. Foi coronel comandante superior da Guarda Nacional em 1888.
Ocupou ainda o cargo de prefeito do município de Antonina de 1894 a 1909 e de 1912 a 1916. Fundou o jornal O Progresso em 1902. Foi também provedor da Santa Casa de Caridade de Antonina. Foi membro da Loja maçônica de Antonina. Junto com seu irmão fundam o Partido Democrático, mas logo extinto, e depois aproximam-se da liderança de Vicente Machado.
Em sua homenagem, há uma praça no centro da cidade de Antonina, denominada Praça Coronel Macedo. A praça ao lado da Igreja de Nossa Senhora do Pilar, foi construída quando Antonio Ribeiro de Macedo era prefeito. Após o seu falecimento, a Câmara Municipal, através de projeto lei, denominou a praça em sua homenagem. Antes o espaço, considerado ponto turístico do município, era denominado de Campo da Matriz, Pátio da Matriz e Praça da República.
Escreveu diversos artigos para O Diário da Tarde, de Curitiba, e para o jornal Patria Livre. Publicou "Rudimentos de Astronomia e Meteorologia", brochura, 65 pág. Antonina, 1925 . 